# Marcia del Dondeuil
La Marcia del Dondeuil è una gara podistica di corsa in montagna, che si svolgeva nel vallone di Scheity nel comune di Issime nella media valle del Lys.
Ebbe luogo ogni anno nell'ultima o penultima domenica del mese di agosto, fino al 2008.
Fondata nel 1974, è una delle marce alpine più anziane di tutta la regione. Ha fatto parte del calendario Associazione valdostana "Martze à Pià".

## Percorso
La gara parte dalla piazza abbé Jean-Jeacques Christillin nel centro di Duarf, capoluogo di Issime (953 metri). Dopo un primo tratto di salita su strada asfaltata, in località Rollie (in Töitschu, Rolji) inizia il ripido sentiero verso la località San Grato (1667 metri), nel vallone di Scheity (torrente Walkchunbach). Oltrepassata la chiesetta, il tracciato prosegue verso il Col Dondeuil (in Töitschu, Mühnufùrkù), attraversa un pianoro e dei ruscelli sino a raggiungere i 2021 metri di Muhnes con la sua Madonna delle Nevi, una casetta solitaria posta tra enormi massi.
Il ritorno a Duarf (Issime) avviene su un percorso prevalentemente su prato, sentiero e tratti di asfalto. Totale: 15,8 chilometri e 1065 metri di dislivello +/-.